# Ha-Bayit Berechov Chelouche
Ha-Bayit Berechov Chelouche é um filme israelense de 1973, do gênero comédia dramática, dirigido e escrito por Moshé Mizrahi.
Rebatizado como The House on Chelouche Street, foi indicado ao Oscar de melhor filme estrangeiro na edição de 1974, representando Israel.

## Elenco
- Gila Almagor - Clara
- Ofer Shalhin - Sami
- Michal Bat-Adam - Sonia
- Joseph Shiloach - Nissim
- Rolf Brin - Grossman